# Erberto Carboni
Erberto Carboni (Parma, 22 novembre 1899 – Milano, 5 novembre 1984) è stato un architetto, designer e pubblicitario italiano.

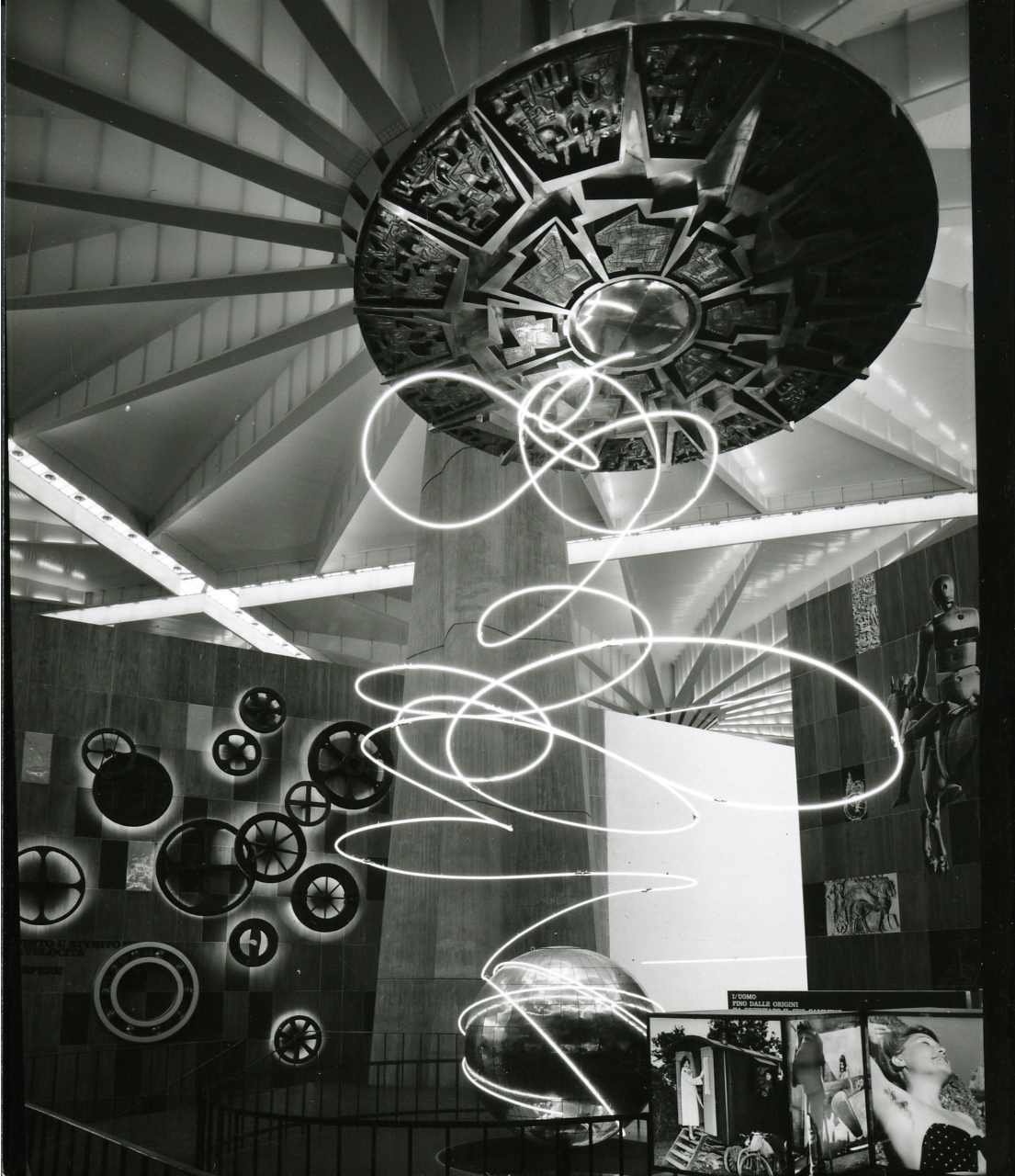
Erberto Carboni, padiglione Italia 61 a Torino.

Precursore delle campagne pubblicitarie italiane, legò il suo nome a celebri slogan come Con pasta Barilla è sempre domenica, La pasta del buon appetito, e È sempre l'ora dei Pavesini. Strinse un forte legame con la Rai per la quale creò celebri marchi e le prime sigle televisive.

## Biografia

### Illustratore
È nato il 22 novembre 1899 a Parma. Nel 1921, subito dopo aver conseguito il diploma all'Istituto di Belle Arti Paolo Toschi di Parma esordì come caricaturista, sul periodico umoristico locale La puntura, con lo pseudonimo di Lince. Poi si occupò di grafica pubblicitaria e cominciò la sua attività di illustratore, collaborando a varie riviste, come Lidel, Novella, Il Dramma, Emporium, Le grandi firme.
In seguito realizzò illustrazioni per riviste quali L'ufficio moderno, La Lettura, La Rivista illustrata del Popolo d'Italia, Natura e Snia Viscosa.

### Allestitore

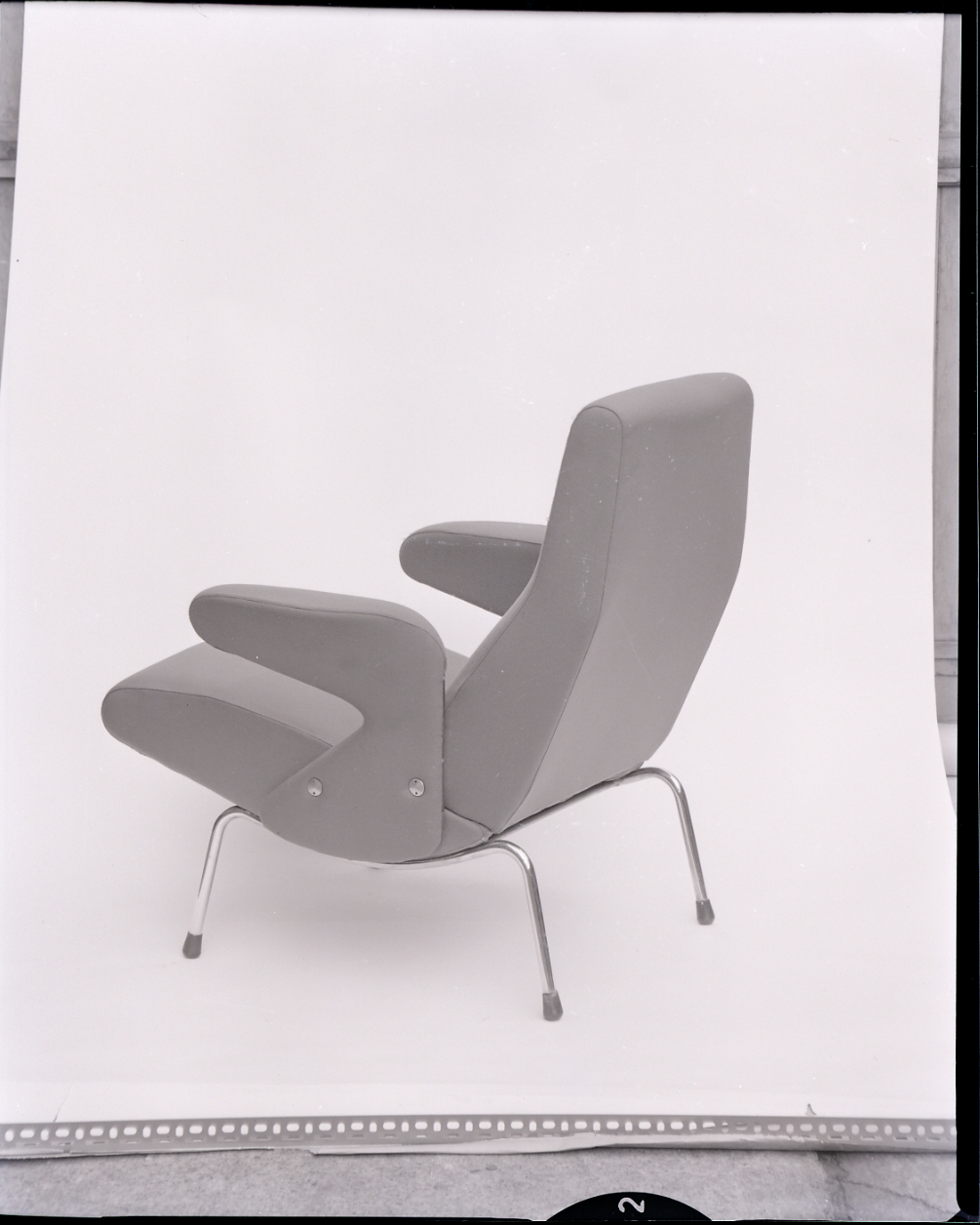
Poltrona Delfino disegnata da Erberto Carboni nel 1954 per l'azienda Arflex.

Nel 1932 si trasferì a Milano, dove collaborò come consulente esterno con lo Studio Boggeri, di Antonio Boggeri, uno dei primi maestri della comunicazione in Italia, che fu il trampolino di lancio suo e di altri futuri grafici di fama internazionale, come Bruno Munari e Max Huber. Si impose presto come allestitore di padiglioni espositivi, all'interno di fiere e di rassegne culturali. Negli anni trenta curò gli allestimenti della Mostra dell'Aeronautica italiana alla Triennale di Milano (1934), dello stand Agip al IX Salone internazionale dell'auto di Milano (1936), della mostra internazionale della Stampa cattolica, a Roma (1936), dei padiglioni della Motta e di Navigazione Italiana alla Fiera di Milano (1937), del padiglione della Montecatini al salone "Prodotti chimici" della Fiera di Milano (1939). Negli anni quaranta ebbe incarichi alla Mostra d'Oltremare di Napoli del 1940, allestì il Padiglione dell'Agricoltura italiana a Zagabria nel 1942, curò nello stesso anno la Mostra delle bonifiche italiane a Sofia e nel 1949 allestì il Padiglione della Rai alla Fiera di MIlano. Anche negli anni cinquanta curò l'allestimento di importanti esposizioni, in particolare alla Fiera di Milano, come il padiglione per la radio italiana, nel 1950, il salone dei prodotti chimici Montecatini, nello stesso anno, l'allestimento commemorativo per il 50° della morte di Giuseppe Verdi, nel 1951, il padiglione Montecatini nel 1952 e vari stand della Rai-Tv dal 1952 in poi. Nel 1961 curò l'allestimento del Padiglione Italia 61 a Torino, per il centenario dell'Unità d'Italia.

## Carboni e i padiglioni per la Rai
Erberto Carboni esordisce negli anni venti e, per una parte della sua attività, pratica l’utilizzo di tecniche come la fotografia e il fotomontaggio, che per il periodo storico di competenza erano relativamente “nuove”. 

### Dall’apparenza al contenuto: il Padiglione per la Radiotelevisione italiana 1949.
Negli anni Cinquanta è responsabile dell’immagine coordinata di RAI. Come documenta l’azienda nei suoi archivi storici, Carboni presta ai suoi lavori un’attenzione puntigliosa, curando personalmente i rapporti con artisti e collaboratori. 
Il secondo dopoguerra è un momento di ricerca di una identità visiva della neonata televisione italiana che, sul piano della pubblicità a mezzo stampa, così come negli allestimenti in occasione di mostre e fiere, risulta molto produttiva ed incisiva, grazie all’impostazione propria di Carboni che riesce durante il suo mandato a creare una  “costante stilistica” in grado di dare vita a una sua vera e propria estetica, sviluppando una sterminata raccolta di soluzioni visive che tradurranno il miracolo tecnologico della televisione in spettacolare comunicazione, declinata nelle varie tecniche di rappresentazione.
La sua professione di grafico si intreccia costantemente ed indissolubilmente con i suoi studi d’architetto, creando una figura professionale del tutto nuova nel panorama italiano, quella dell’exhibit designer, che ancora oggi vanta, in Italia, ottimi professionisti a livello internazionale.

In particolare, a Carboni si riconosce il merito di aver rivoluzionato il modulo organizzativo delle mostre, che fino ad allora, prediligevano l’apparenza delle installazioni al loro contenuto. Era infatti solito utilizzare allestimenti prettamente scenografici e quasi esclusivamente decorativi, che man mano, grazie alla sua intuizione, passarono a focalizzarsi sugli scopi e sui caratteri del soggetto, trasformando l’occasione comunicativa in un momento interattivo con il fruitore, come ben espresso dal suo amico Herbert Bayer, 
“Tutto viene subordinato all’idea centrale espressa in sintesi.”
Carboni portò orgogliosamente avanti un’idea di grafica e pubblicità colta, razionale, consapevole, rispettosa delle intelligenze e delle sensibilità.
Questa evoluzione concettuale risulta evidente mettendo a confronto i suoi sterminati allestimenti per la Radiotelevisione italiana. Nell’esposizione del 1949, seppur con buona intuizione, si limitò ad imitare lo stile espositivo dei musei di belle arti, disponendo i soggetti sulle pareti di lunghi corridoi rettilinei e arricchendo il percorso di elementi plastici che viravano e confondevano il tema centrale, a favore di una presunta bellezza ed armonia dell’insieme.
Passando, con la sua crescita professionale, alla comprensione che quanto esposto deve avvicinarsi allo spettatore in modo tale da suscitare un’impressione, attraverso un percorso che spieghi, dimostri e persuada chi ne fruisce inducendo, persino, una determinata reazione già prevista e calcolata scenicamente.

### Padiglione Rai 1953-1954.
Di assoluta rilevanza, Il padiglione Rai fatto da Carboni nel 1953-1954 è l’esempio della maturazione del designer. Lo spazio espositivo è diviso in due ambienti: un’anticamera suggestiva e immersiva, realizzata con una sequenza di enormi sagome che ricordano lo schermo dei vecchi televisori, attraverso cui lo spettatore giunge della sala principale. 

Un espediente grazie al quale Carboni sottolinea l’idea che forma nel nostro subconscio un quadro più ampio del mondo televisivo, con la complessità e la sua tecnica. Qui lo spazio assume l’aspetto di un gigantesco marchio di fabbrica.
“Ad ogni nuova campagna, l’estro inventivo dell’artista si rinnova e muta con il mutare del prodotto da trattare, si avvale sempre di due fondamentali principi: varietà di modulazioni e unità di stile. Carboni passa con una estrema duttilità dalla severità di certi annunci alla frivolezza di altri. L’eclettismo è figurale, mentre il tratto e la metodologia dell’artista rimangono costanti. Si mantengono costanti alcuni ‘stratagemmi’ ad es: l’uso del fotomontaggio, l’inserzione di elementi presi da vero, l’ampio impiego di caratteri tipografici, la cauta manipolazione di fughe prospettiche e di sequenze architettoniche.” (Gillo Dorfles)

### La ripresa del metodo immersivo: Achille e Pier Giacomo Castiglioni nel padiglione Rai 1951
In tale ottica Carboni si propone come precursore del metodo immersivo, ripreso poi largamente da altri colleghi negli anni a venire.
Tra i tanti si distinguono Achille e Pier Giacomo Castiglioni, i quali hanno collaborato con Erberto Carboni alla realizzazione del padiglione Rai nel 1951.
L’installazione è costituita da un corpo sospeso da terra all’interno di un porticato metallico. I visitatori, percorrendolo, ne completano l’immagine rendendo visibile dall’esterno soltanto le loro gambe. La grande intuizione è proprio quella di trasformare lo spettatore nel soggetto dell’opera stessa. Il pubblico è obbligato a procedere in fila lungo il canale orizzontale, guardando all’interno di strani telescopi disposti lungo il corridoio, ognuno dei quali contiene una rappresentazione grafica (realizzata da Carboni) accompagnata da un commento sonoro. 

Così come afferma Achille Castiglioni in una delle sue interviste,
"Nella mostra dei programmi Rai, il gioco più significativo per attirare la curiosità e l'interesse era quello di moltiplicare l'immagine dei piedi e delle gambe delle persone, usando il pubblico come soggetto", esempio della ormai sopraggiunta maturità e padronanza della tecnica."
L’ormai affermato metodo immersivo proposto da Carboni diverrà protagonista di innumerevoli esposizioni internazionali: citiamo, in quanto degno di nota, Il padiglione per la mostra viaggiante del 1967, realizzato dai fratelli Castiglioni. 
Con una struttura in acciaio e plastica polivinilica, l’esposizione si è resa celebre per la disposizione dello spazio interno delimitato nella parte inferiore e superiore. In quella inferiore da pareti e pavimento in acciaio inox, in quella superiore da una pannellatura formata da elementi modulari in resina acrilica opalescente. Questa superficie costituisce un campo di visione senza soluzione di continuità per mezzo di 2763 sorgenti luminose (differenti per intensità, colore e qualità del flusso luminoso). La sequenza delle informazioni luminose, che provengono sia dalla superficie circolare che dal pavimento, dalle pareti e dal soffitto, è sincronizzata con lo svolgersi di una colonna sonora che è la sintesi dei programmi di una giornata radiofonica. In questo lavoro l’immersione del fruitore nell’installazione diventa completa, perché avvolto a 360° tramite manipolazione luminosa e sonora. In questo padiglione luci e suoni concorrevano all’unisono a trasmettere quel senso di innovazione e futuro che avremmo potuto apprezzare nella realtà quotidiana solo cinquant’anni dopo.
La ricchezza di riferimenti, la poliedricità di stili e di strumenti, la varietà di soggetti testimoniano probabilmente la principale dote di Carboni: il saper mettere a frutto con sapienza una grande conoscenza dei linguaggi, trasformandola di volta in volta nella strategia più opportuna. Egli ha lasciato un segno evidente nei vari settori della comunicazione dosando sempre con maestria il fotomontaggio imprevedibile, la sintesi del segno, la precisione della parola in un equilibrio che non potremmo definire in nessun modo se non geniale.

### Pubblicitario
Tra la seconda metà degli anni trenta e gli anni sessanta, Carboni firmò le campagne pubblicitarie di numerose grandi aziende, diventando spesso il fautore della loro crescita sul mercato nazionale e internazionale. Collaborò in particolare con l'Olivetti, nel 1935, con la Shell, nel 1937, con la Motta, nel 1939, con la Barilla (dal 1952 al 1960), con la Bertolli, dal 1952 e con la Pavesi (dal 1958 al 1970).

### La Rai

La sigla del Telegiornale (1954)

Con la Rai, nel 1948, cominciò una lunga collaborazione che durò fino agli ultimi anni della sua vita. Nel 1949 realizzò il primo marchio, con le lettere squadrate e il puntino sulla i, al quale, nel 1953, Carboni aggiunse il logo Tv, con la T grigia sopra una V bianca, su una base nera. Fu anche il creatore della seconda sigla del Telegiornale, che andò in onda alle 20,45 del 3 gennaio 1954, giorno delle prime trasmissioni regolari della Rai.
Fu sempre Carboni a disegnare il monoscopio della Rai, mandato in onda ininterrottamente dal 1954 al 1977. Anzi questo monoscopio fu una modifica personale di uno già esistente ovvero definito come monoscopio RCA.. Questa sigla, sulle note del Guglielmo Tell di Gioachino Rossini, fu trasmessa dal 1954 al 1986, due anni dopo la sua scomparsa. Sempre di Carboni è la sigla di chiusura delle trasmissioni, andata in onda anch'essa dal 1954 fino al 1986 su musiche di Roberto Lupi (titolo del brano: Armonie del pianeta Saturno), a conclusione dei programmi della giornata. Solo apparentemente le due sigle sono uguali: a parte la differente musica, nella sigla di apertura l'onda elettromagnetica si svolge dall'alto verso il basso e in quella di chiusura dal basso verso l'alto. Carboni, nel 1979, realizzò anche la sigla di apertura della neonata Raitre su un brano di Piero Piccioni, scritto per l'occasione e intitolato Il cielo in una rete.

### Artista
Negli ultimi anni della sua vita, ridotta l'attività di progettista grafico, si dedicò alla scultura e alla pittura, esponendo in alcune gallerie d'arte e alla Biennale di Venezia del 1972 (dove espose Totem 36, una stele d'acciaio alta sei metri).

## Premi
- Premio nazionale della grafica pubblicitaria (1950)
- Palma d'oro della pubblicità (1952), per la campagna Con pasta Barilla è sempre domenica
- Gran premio della Triennale di Milano (1957)
- Premio nazionale per l'allestimento di esposizioni (1960)

## Opere

### Opere a stampa
- Pubblicità per la radiotelevisione, Milano, Silvana Editoriale, 1959 (con prefazione di Gio Ponti)
- Esposizioni e mostre, Milano, Silvana Editoriale, 1959 (con prefazione di Herbert Bayer)
- 25 campagne pubblicitarie, Milano, Silvana Editoriale, 1961
- La Grecia in sogno, Milano, Silvana Editoriale, 1962 (con prefazione di Jean Cocteau)
- Dodici icone con forme geometriche, Milano, Silvana Editoriale, 1979
- Dodici personaggi emblematici, Silvana Editoriale, 1979

## Filmografia
- Erberto Carboni, di Francesco Barilli, 1998; documentario; produzione di Primo Giroldini.